# 国民新党所属の議員及び党員
国民新党関係者（こくみんしんとうかんけいしゃ）は国民新党に所属していた議員や主な党員。

## 地方議員
- 呉屋宏 - 沖縄県議会議員（宜野湾市選挙区） 2004年初当選（無所属）、2012年2選（公認）。沖縄県支部長。

## 前・元国会議員
- 青山丘 - 元衆議院議員 （元文部科学副大臣） 参議院比例区愛知県第一支部長
- 伊東秀子 - 元衆議院議員 参議院比例区北海道第一支部長
- 後藤博子 - 前参議院議員 女性局長 大分県支部長 参議院比例区大分県第一支部
- 坪井一宇 - 元参議院議員 （元通商産業政務次官）参議院比例区大阪府第二支部長
- 宮本一三 - 元衆議院議員 （元文部科学副大臣） 参議院比例区兵庫県第一支部長
- 亀井郁夫 - 元参議院議員 （元内閣府大臣政務官）（元参議院文教科学委員長）元副代表
- 長谷川憲正 - 顧問、元参議院議員　（元総務大臣政務官）、元副幹事長
- 吉村剛太郎 -顧問、元参議院議員（元国土交通副大臣）元副代表
- 中島正純 - 国会対策委員長　(元環境大臣政務官)
- 自見庄三郎 - 代表
- 森田高 -  元参議院議員

## その他
- 稲村公望 -  衆議院比例区東海ブロック支部長 元日本郵政公社理事
- 岩渕美智子 - 参議院千葉県第一支部長
- 上田孝之 - 参議院比例区大阪府第一支部長
- 工藤敏隆 - 茨城県支部長
- 小林正義 - 鳥取県支部長
- 紺谷典子 - 元副代表・政策委員長
- 沢田哲夫 - 埼玉県支部長 元さいたま市議会議員
- 鈴木泰 - 新潟三区総支部長　元民主党静岡県第3区総支部長
- 関口房朗 - 参議院比例区東京第八支部長
- 中村慶一郎 - 顧問　参議院東京都第三支部長
- 福田晃治 - 参議院群馬県第一支部長
- 藤森謙也（アルベルト・フジモリ） - 参議院比例区東京都第十支部長　元ペルー大統領
- ペマ・ギャルポ - 参議院比例区東京都第七支部長
- 松隈一博 - 福岡四区支部長　元民主党福岡2区総支部代表代行
- 松本信枝 - 参議院比例区東京都第五支部長
- 堀内琢郎 - 元愛媛県議会議員 2011年統一地方選で落選。
- 西尾克彦 - 日進市議会議員 愛知県支部長 2011年統一地方選で落選。

## かつて所属していた人物
- 野間健 - 前衆議院議員、前政務調査会長・国会対策委員長
- 浜田和幸 - 前参議院議員
- 下地幹郎 - 衆議院議員、元代表代行・元幹事長（郵政民営化担当大臣兼内閣府特命担当大臣（防災担当））、政党そうぞう代表　2013年2月に離党
- 平山泰朗 - 元衆議院議員、国会対策委員長
- 松下忠洋 - 元衆議院議員（内閣府特命担当大臣【金融・郵政民営化担当】）2012年死去
- 亀井久興 - 元顧問、元幹事長・元衆議院議員 （元国土庁長官） 島根県支部長
- 綿貫民輔 - 元最高顧問、元代表・元衆議院議員 （元衆議院議長、元建設大臣） 富山県支部長
- 木下厚 - 元衆議院議員、政界引退
- 田村秀昭 - 元参議院議員 元副代表、2008年死去

### 民主党へ移籍
いずれも前衆議院議員。
- 糸川正晃 - 元副幹事長 国会対策委員長 福井県支部長 北陸信越ブロック長
- 小林興起 - 元財務副大臣
- 津島恭一 - 元青森県支部長

### 日本未来の党へ移籍
- 真砂太郎 - 元東京都立川・昭島・日野支部長
- 白石純子 - 元大阪府支部長

### みどりの風へ移籍
- 亀井亜紀子 - 衆議院議員（現立憲民主党所属）、元参議院議員、前政策調査会長 2012年4月に離党
- 亀井静香 - 元衆議院議員、前代表（元建設大臣、元運輸大臣） 広島県支部長　2012年4月に離党

### 地域政党、無所属で活動
- 熊代昭彦 - 元衆議院議員 （元内閣府副大臣）2010年10月地域政党の市民の党「自由と責任」を設立。2011年岡山市議会選挙（中区選挙区）に同党公認で出馬しトップ当選。
- 倉田麗華 - 練馬区議会議員（会派は「民主党・無所属クラブ」）2011年統一地方選では無所属で出馬し当選。
- 坪井恵美 - 中野区議会議員 2011年統一地方選では無所属（たちあがれ日本推薦）で出馬し落選。
- 西村修 - 文京区議会議員 2011年統一地方選で初当選（公認）。2012年5月に離党。
- 石川錬治郎 - 前秋田県議会議員 元秋田県支部長 2011年統一地方選で落選。2012年11月日本未来の党に合流。2013年5月、日本未来の党を離党。